# مطار كيغالي الدولي
مطار كيغالي الدولي هو مطار دولي يخدم كيغالي عاصمة رواندا، وهو المطار الرئيسي لرواندا. يبعد المطار 5 كلم عن وسط مدينة كيغالي. في عام 2016 وصل عدد المسافرين الذين استخدموا المطار 000 710.

## شركات الطيران
| شركات الطيران           | الوجهات |
| ----------------------- | --- |
| الخطوط الجوية الرواندية | أبيدجان، أبوجا، أكرا، أديس أبابا، برازافيل، بروكسل، بوجومبورا، كيب تاون، كوتونو، سيانجوجو، دار السلام، دوالا، دبي، إنتيبي، هراري، جوهانسبرغ، جوبا، كليمنجارو، لاغوس، ليبرفيل، لندن، لوساكا، مومباسا، مومباي، نيروبي |
| الخطوط الجوية الكينية   | نيروبي، بوجومبورا |
| الخطوط الجوية الإثيوبية | أديس أبابا |
| الخطوط الجوية التركية   | إسطنبول |
| الخطوط الجوية القطرية   | الدوحة |
| الخطوط الجوية البلجيكية | بروكسل |
| الخطوط الجوية الهولندية | أمستردام |